# Escuelas Públicas de Jackson
Las Escuelas Públicas de Jackson (Jackson Public Schools, JPS) es un distrito escolar de Misisipi. Tiene su sede en Jackson. JPS gestiona 39 escuelas primarias, 12 escuelas medias, 8 escuelas preparatorias, y 2 escuelas especiales. El distrito tiene 4.500 empleados.